# Joomart Otorbaev
Joomart Kayıpoviç Otorbaev (in kirghiso Жоомарт Кайыпович Оторбаев?; Biškek, 18 agosto 1955) è un politico kirghiso.
Dal marzo 2014 al maggio 2015 è stato il Primo ministro del Kirghizistan.